# Јавор (Љубљана)
Јавор (словен. Javor) је насељено место у саставу градске општине Љубљана, Средњесловенска регија, Словенија.

## Историја
До територијалне реорганизације у Словенији била је у саставу града Љубљане, односно старе општине Мосте-Поље.

## Територијална организација и припадност насеља
| Јавор          | Јавор                                       | Јавор                                                                  | Јавор |
| Пописна година | Држава/Крунска земља                        | Политички округ (округ, округ) / Судски округ (округ, округ) / општина | Насеља и делови насеља (број становника) |
| -------------- | ------------------------------------------- | ---------------------------------------------------------------------- | --- |
| 1869           | Аустроугарска, Аустријско царство / Крањска | Љубљана / Љубљана / Добруње                                            | Jawor / Јавор (260) |
| 1880           | Аустроугарска, Аустријско царство / Крањска | Љубљана / Љубљана / Добруње                                            | Јавор (са приватним кућама Градишник и На Гермади) (265) |
| 1890           | Аустроугарска, Аустријско царство / Крањска | Љубљана / Љубљана / Добруње                                            | Јавор (264): Јавор (са приватним кућама На Ланишчи, Сељан, Табор и Тршлик) (166), На Ројах (15), При Грофу (13), Севшек (15), Заврхарји (28), Жагарји (27)              |
| 1900           | Аустроугарска, Аустријско царство / Крањска | Љубљана / Љубљана / Добруње                                            | Јавор (241): Брезоварји (15), Јавор (121), На Ланишчу (6), На Ројах (12), При Грофу (17), Сељан (7), Севшек (10), Табор (10), Тршлик ( 7), Заврхарји (10), Жагарји (26) |
| 1910           | Аустроугарска, Аустријско царство / Крањска | Љубљана / Љубљана / Добруње                                            | Јавор (204): Брезоварји (9), Јавор (101), На Ланишчу (5), На Ројах (16), При Грофу (13), Селшек (5), Сељан (6), Табор (10), Тршлик ( 12), Заврхарји (9), Жагарји (18)   |
| Јавор          |                                             |                                                                        | |
| Пописна година | Држава/Округ, Бановина                      | Жупанија (округ, округ) / општина                                      | Насеља и делови насеља (број становника) |
| 1921           | Краљевина СХС                               |                                                                        | |
| 1931           | Краљевина Југославија / Бановина Драва      |                                                                        | |
| Јавор          |                                             |                                                                        | |
| Пописна година | Држава / Република                          | Жупанија (округ, округ) / општина                                      | Насеља и делови насеља (број становника) |
| 1948           | ФНРЈ / НР Словенија                         | Љубљана–околица / МНО Добруње–Шостро                                   | Јавор (206) |
| 1953           | ФНРЈ / НР Словенија                         | Љубљана, град / Поље                                                   | Јавор (219): Јавор (153), Роје (22), Жагарски Врх (44) |
| 1961           | ФНРЈ / НР Словенија                         | Љубљана / Мосте–Поље                                                   | Јавор (176) |
| 1971           | СФРЈ / СР Словенија                         | Град Љубљана / Мосте–Поље                                              | Јавор (163) |
| 1981           | СФРЈ / СР Словенија                         | Град Љубљана / Мосте–Поље                                              | Јавор (132) |
| 1991           | СФРЈ / СР Словенија                         | Град Љубљана / Мосте–Поље                                              | Јавор (130) |
| Јавор          |                                             |                                                                        | |
| Пописна година | Држава                                      | општина                                                                | Насеља и делови насеља (број становника) |
| 2002           | Словенија                                   | Градска општина Љубљана / округ Шостро                                 | Јавор (170) |
| 2011           | Словенија                                   | Градска општина Љубљана / округ Шостро                                 | Јавор (174) |
| 2021           | Словенија                                   | Градска општина Љубљана / округ Шостро                                 | Јавор (184) |

Напомена: МНО је скраћеница за Месни народни одбор.

## Становништво
У попису ставновништва из 2021. године, Јавор је имао 184 становника.
| Број становника према пописима | Број становника према пописима | Број становника према пописима | Број становника према пописима | Број становника према пописима | Број становника према пописима | Број становника према пописима | Број становника према пописима | Број становника према пописима | Број становника према пописима | Број становника према пописима | Број становника према пописима | Број становника према пописима | Број становника према пописима | Број становника према пописима | Број становника према пописима |
| ------------------------------ | ------------------------------ | ------------------------------ | ------------------------------ | ------------------------------ | ------------------------------ | ------------------------------ | ------------------------------ | ------------------------------ | ------------------------------ | ------------------------------ | ------------------------------ | ------------------------------ | ------------------------------ | ------------------------------ | ------------------------------ |
| 1869                           | 1880                           | 1890                           | 1900                           | 1910                           | 1921                           | 1931                           | 1948                           | 1953                           | 1961                           | 1971                           | 1981                           | 1991                           | 2002                           | 2011                           | 2021                           |
| 260                            | 265                            | 264                            | 241                            | 204                            |                                |                                | 206                            | 219                            | 176                            | 163                            | 132                            | 130                            | 170                            | 174                            | 184                            |

### Етнички, језички и верски састав

#### Аустроугарска

##### Језички и верски састав
| Година пописа | укупно | Словеначки |
| ------------- | ------ | ---------- |
| 1869          | 260    | н/п        |
| 1880          | 265    | 265 (100%) |
| 1890          | 264    | 264 (100%) |
| 1900          | 241    | 241 (100%) |
| 1910          | 204    | 204 (100%) |

| Година пописа | укупно | Римокатолици |
| ------------- | ------ | ------------ |
| 1869          | 260    | н/п          |
| 1880          | 265    | 265 (100%)   |
| 1890          | 264    | 264 (100%)   |
| 1900          | 241    | 241 (100%)   |
| 1910          | 204    | 204 (100%)   |

Напомена: Ознака н/п значи да нема података или да информација није наведена.

#### ФНР/СФР Југославија

##### Национални састав
| Јавор                           | Јавор                           | Јавор                                                                                              |
| ------------------------------- | ------------------------------- | -------------------------------------------------------------------------------------------------- |
| 1961                            | 1971                            | 1981                                                                                               |
| укупно: 176 Словенци 176 (100%) | укупно: 163 Словенци 163 (100%) | укупно: 132 укупно: 132 (97,72%) Хрвати 1 (0,75%) Муслимани 1 (0,75%) остали и непознато 1 (0,75%) |

## Галерија
- капелица
- капелица